# Velutinodorcus ursulus
Velutinodorcus ursulus es una especie de coleóptero de la familia Lucanidae.

## Distribución geográfica
Habita en Birmania, Sikkim, Assam y  Bután.